# Juan Martin
Juan Martin (ur. 1948 w Maladze) – hiszpański gitarzysta flamenco.
Grę na gitarze zaczął w 6 roku życia. Dorastał w artystycznej rodzinie. Jego matka była malarką. W wieku 19 lat grał na 90 urodzinach Pablo Picasso.
Uznany przez amerykański magazyn Guitar Player za jednego z trzech najlepszych gitarzystów świata.
Koncert w Polsce:
17.03.2008 Poznań (kino Apollo)

## Dyskografia
- Picasso Portraits (1981)
- Painter in Sound (1990)
- Through the Moving Window (1990)
- Painter in Sound (1990)
- Musica Alhambra (1996)
- Music Alhambra (1998)
- Luna Negra (1998)
- Arte Flamenco Puro
- The Andalucian Suites I-IV (1998)
- Camino Latino (2002)
- Live En Directo (2005)
- El Alquimista (The Alchemist) (2005)